# Menšítko
Menšítko neboli menší než je znak < používaný v matematice a v informatice. Jeho protějškem je symbol > nazývaný většítko.
Ústav pro jazyk český AV ČR ve své Internetové jazykové příručce výrazy většítko a menšítko neužívá; znaky označuje pouze větší než a menší než.

## Matematika
V matematice se jedná o symbol relačního operátoru.

### Reálná čísla
Pro reálná čísla je tento operátor možné popsat takto: Nechť {\displaystyle a} a {\displaystyle b} jsou libovolná různá reálná čísla, a nechť je definována běžná lineární číselná osa, tedy taková, kde kladná část osy leží napravo od obrazu bodu nula a záporná část osy leží nalevo od obrazu bodu nula. Potom platí:
{\displaystyle a<b} právě tehdy, když obraz bodu {\displaystyle a} leží na číselné ose nalevo od obrazu bodu {\displaystyle b}.

## Změna významu v češtině
Výrazy většítko (dobovým pravopisem wětšitko) a menšítko (menšjtko) uvedl ve svém česko–německém slovníku již Josef Jungmann jako české výrazy pro znaménka sčítání a odčítání (dnes znaménka plus a minus). Tyto výrazy se staly oficiálními pro výuku matematiky v češtině a ještě v první polovině 20. století se v tomto smyslu (známénka plus a minus) uváděly, ve slovnících se Jungmannův výraz zachoval ještě v 80. letech 20. století.
V české odborné literatuře se většítko a menšítko ve významu „větší než“ a „menší než“ objevuje od 90. let 20. století.